# Ferganadalen
Ferganadalen er en tætbefolket gravsænkning i Centralasien beliggende mellem Tian Shan-bjergene i nord og Alaj-bjergene i syd. Dalen er delt mellem Usbekistan, Tadsjikistan og Kirgisistan. Ferganadalen er 300 km lang og op imod 150 km bred. Den bebos af over 10 millioner mennesker. Floderne Naryn og Kara-Darja løber i den østlige del af Ferganadalen. De flyder sammen i nærheden af Namangan og danner Syr-Darja som fortsætter mod vest gennem dalen. Vigtige byer i Ferganadalen er Namangan, Andisjan, Khujand, Fergana, Kokand, Margilan og Osj.

## Historie
I 300-tallet f.Kr. grundlagde Aleksander den Store en by i den sydvestlige del af Ferganadalen hvor Khujand nu ligger. Senere har bl.a. baktere og hankinesere regeret i området. År 751 udkæmpedes Slaget ved Talas mellan Tang-dynastiet og Abbaside-kalifatet. Abbasiderne vandt slaget og kunne gøre området muslimsk.
Dalen ligger på nordgrenen af Silkevejen, hvilket har muliggjort mange kulturelle påvirkninger og en blomstrende handel. Kokand-khanatets palads i Kokand er et eksempel på den velstand som fulgte deraf.
Khanatet blev i 1876 indlemmet i det Russiske rige, og efter Sovjetunionens oprettelse blev området inddelt i de sovjetrepublikker som senere blev selvstændige stater.
I 2005 skete udspilledes massakren i Andisjan i Ferganadalen.

## Landbrug
Den frugtbare jord i Ferganadalen har tidligere været brugt til alle former for afgrøder, herunder morbærtræer til at opforstre silkeorme. Den intensive anvendelse af arealer til bomuld under det sovjetisk styre fortrængte al anden produktion. Denne arv er stadig synlig i dag, hvor mange landmænd har svært ved at tilpasse sig til andet, fordi en meget stor del af infrastrukturen er bygget op omkring bomuld.